# 神戸市立図書館
神戸市立図書館（こうべしりつとしょかん）は、兵庫県神戸市が設置している公立図書館の総称。中央区楠町の神戸市立中央図書館を本館とし、他に各行政区ごとの地域拠点館11館（須磨区と北区は各2館、その他の区は中央区を含め各1館）が設置されている。また、移動図書館形式の自動車図書館が中央図書館の配下にあり、須磨区・北区・垂水区・西区のサービスポイントを巡回している。
戦前には日本十進分類法を作成した森清が司書を務め、戦後にはレファレンス・サービスの近代化に努めて戦後日本の図書館学に影響を与えた志智嘉九郎が館長を務めている。

## 歴史
1911年（明治44年）11月10日に、相生町にあった初代市役所の建物を使って本の閲覧が開始された。この時、桃木武平が1902年（明治35年）から生田町に開設していた私設図書館の桃木書院図書館の公開蔵書も寄贈された。1915年（大正4年）からは本の貸出も行われた。当時、本の閲覧や貸出は有料で、普通貸出料金は1回3冊までで20銭、延滞料が1日4銭だった。
1921年（大正10年）11月、大倉山に新図書館が建設される。ロマネスク風の2階建てで、1階に公開図書室とカウンター、事務室を設け、2階に大閲覧室を擁した。同年12月に図書の貸出が開始され、翌1922年（大正11年）の3月から館内での閲覧も開始された。1950年（昭和25年）4月に図書館法が施行され、「公共図書館は無料でなくてはならない」と定められたことにより、閲覧および貸出が無料となった。同年3月時点での貸出料金は、1回1冊10日間で10円であった。1972年（昭和47年）には、市内各所の分館・分室を各行政区の拠点図書館とする組織再編を実施し、大倉山の本館が中央図書館に改称された。
1980年（昭和55年）10月、中央図書館に現在の1号館が建設された。設計は、図書館設計で知られた鬼頭梓である。
1995年（平成7年）1月17日、阪神・淡路大震災が発生し、閲覧室や食堂として新館建設後も利用されていた中央図書館旧館は大きな被害を受け、取り壊しを経て2号館が新築された。1996年（平成8年）、兵庫図書館の開館で全9行政区に拠点館の整備が完了する。
2010年（平成22年）、東灘区在住で4月8日に106歳で逝去した元高校教諭の置塩壽から市に現金約11億3000万円と自宅不動産等の寄付があり、この寄付を原資として各区ごと（北区は北図書館と北神分館の2館）に学校の教科内容に沿ったテーマを選定して館ごとの特色を出した資料を配架する「おきしお文庫」が設置された。
2019年（平成31年）4月には、北図書館北神分館が北区内で2番目の地域拠点館となる北神図書館に昇格した。2021年（令和3年）には須磨区内で2番目の拠点館となる名谷図書館が新規に開館する予定。

### 年表
- 1911年（明治44年）
  - 3月2日 - 神戸市会で図書館設立を可決
  - 4月18日 - 図書館令により設立、神戸市立図書館と命名
  - 11月10日 - 一般閲覧開始
- 1912年（明治45年）2月11日 - 開館式挙行
- 1916年（大正5年）4月21日 - 御大典記念図書館建設会設立
- 1921年（大正10年）
  - 9月7日 - 御大典記念図書館建設会より図書館建物を神戸市に寄付
  - 10月25日 - 相生町より大倉山に移転
  - 11月10日 - 新築落成式挙行
- 1922年（大正11年）3月17日 - 一般閲覧開始
- 1935年（昭和10年）4月 - 日本十進分類法（3版）を採用
- 1948年（昭和23年）7月20日 - 読書相談部を開設し、テレフォンサービスを開始
- 1949年（昭和24年）8月2日 - 公開図書室を開設
- 1950年（昭和25年）10月10日 - 神戸市図書館条例公布、施行
- 1951年（昭和26年）4月17日 - 図書館法の施行にあわせ、閲覧料と館外貸出料を廃止
- 1958年（昭和33年）6月20日 - 長田分館開館
- 1960年（昭和35年）12月1日 - 三宮分室開設
- 1967年（昭和42年）10月17日 - 王子分館開館
- 1970年（昭和45年）10月2日 - 西神分室開設
- 1972年（昭和47年）4月1日 - 本館を中央図書館、王子・長田の各分館、三宮（初代）・西神の各分室をそれぞれ図書館と改称
- 1974年（昭和49年）
  - 2月7日 - 東灘図書館開館
  - 12月4日 - 北区民センター図書室開設
- 1980年（昭和55年）
  - 4月24日 - 三宮図書館（初代）を廃止し、三宮図書館（2代目）を開館
  - 10月11日 - 中央図書館、新館仮開館
- 1981年（昭和56年）
  - 4月1日 - 中央図書館の新館が完成し開館
  - 9月1日 - 須磨図書館開館
- 1982年（昭和57年）
  - 4月1日 - 北区民センター図書室を北図書館に改組
  - 8月1日 - 西神図書館を西図書館に改称
- 1989年（平成元年）
  - 4月27日 - 新西図書館開館、旧西図書館廃止
  - 4月28日 - 灘図書館開館、王子図書館廃止
- 1991年（平成3年）11月25日 - 垂水図書館開館
- 1995年（平成7年）
  - 1月17日 - 阪神・淡路大震災により臨時休館
  - 9月27日 - 図書館情報ネットワークシステム稼働、ホームページ開設
  - 12月12日 - 新長田図書館開館
  - 12月26日 - 北図書館北神分館開館
- 1996年（平成8年）5月14日 - 兵庫図書館開館
- 1997年（平成9年）6月3日 - 中央図書館旧館を建て替え、新たに2号館開館。新館を1号館に改称
- 1998年（平成10年）3月31日 - 長田図書館解体・撤去
- 2007年（平成19年）1月4日 - インターネットによる貸出予約申込受付開始
- 2010年（平成22年）4月1日 - 須磨と三宮で指定管理者制度導入
- 2013年（平成25年）9月23日 - 東灘図書館が移転
- 2019年（平成31年）4月23日 - 北図書館北神分館が移転、北神図書館に昇格
- 2021年（令和3年）3月24日 - 須磨区中落合の大丸須磨店4階に区内2館目の名谷図書館が開館[4]
- 2022年（令和4年）10月1日 - 西図書館が移転（区民ホール併設）[5]
- 2023年（令和5年）1月31日 - システム更新のための閉館（2022年12月29日 - 2023年1月30日）が終了し、蔵書検索システムが更新される。あわせて、一部の館でWebからの座席予約が開始される[6]

今後の予定
- 2024（令和6）年度末 - 垂水図書館が垂水駅前東広場の隣に新築移転[7][8]
- 2025年（令和7年） - 三宮図書館が現在地で建て替えられるバスターミナル併設ビルの高層階で新装開館[9]

## 図書館一覧
データの出典は2021年開館の名谷図書館を除き『神戸市立図書館事業概要 平成28年度』64 - 65ページによる。
| 行政区 | 図書館名     | おきしお文庫               | 所在地                                                       | 開館   | ISIL       | 登録者数 | 貸出冊数    | 蔵書図書数 | 延床面積 |
| ------ | ------------ | -------------------------- | ------------------------------------------------------------ | ------ | ---------- | -------- | ----------- | ---------- | -------- |
| 中央区 | 中央図書館   | 全テーマの専門図書         | 楠町7-2-1                                                    | 1916年 | JP-1002300 | 71,101人 | 815,825冊   | 986,995冊  | 9,016m2  |
| 中央区 | 三宮図書館   | 産業・仕事（社会）         | 雲井通5-1-2 神戸市勤労会館1階                                | 1980年 | JP-1002303 | 44,343人 | 590,782冊   | 81,576冊   | 1,079m2  |
| 東灘区 | 東灘図書館   | 国際理解（総合）           | 住吉東町2-3-40                                               | 1974年 | JP-1002305 | 48,377人 | 1,001,418冊 | 126,372冊  | 2,126m2  |
| 灘区   | 灘図書館     | 防災・安全（生活）         | 永手町4-2-1 フォレスタ六甲2階                                | 1989年 | JP-1002301 | 48,377人 | 712,315冊   | 98,913冊   | 1,079m2  |
| 兵庫区 | 兵庫図書館   | 命・健康（生活）           | 駅南通5-1-1 キャナルタウンイースト2階                        | 1996年 | JP-1002310 | 22,185人 | 354,318冊   | 104,880冊  | 1,199m2  |
| 北区   | 北図書館     | 日本(昭和)のくらし（社会） | 鈴蘭台西町1-22-1 北区民センター2・3階                        | 1974年 | JP-1002302 | 18,713人 | 345,230冊   | 86,798冊   | 835m2    |
| 北区   | 北神図書館   | 福祉・ボランティア（総合） | 藤原台中町1-2-2 エコール・リラ ショッピングセンター南館4階   | 1995年 | JP-1002308 | 23,070人 | 413,695冊   | 101,716冊  | 1,320m2  |
| 長田区 | 新長田図書館 | 歴史・地理（社会）         | 細田町7-1-27 市営細田住宅2階                                 | 1995年 | JP-1002309 | 17,475人 | 318,313冊   | 103,403冊  | 1,022m2  |
| 須磨区 | 須磨図書館   | 自然科学（理科）           | 中島町1-2-3 須磨区民センター1階                              | 1981年 | JP-1002306 | 18,533人 | 369,996冊   | 85,838冊   | 762m2    |
| 須磨区 | 名谷図書館   | 未定                       | 中落合2-2-4 大丸須磨店4階                                    | 2021年 | 未定       | －       | －          | 約50,000冊 | 1,298m2  |
| 垂水区 | 垂水図書館   | 生きもの（理科）           | 日向1-5-1 レバンテ垂水2番館1階                               | 1991年 | JP-1002307 | 44,469人 | 743,170冊   | 97,485冊   | 855m2    |
| 西区   | 西図書館     | 環境・エコ（生活）         | 美賀多台1-1-1 なでしこ芸術文化センター （2022年10月1日開設） | 1989年 | JP-1002304 | 44,469人 | 915,671冊   | 104,502冊  | 2,275m2  |

上記の他、自動車図書館が近くに図書館がない地域を巡回している。

### ギャラリー

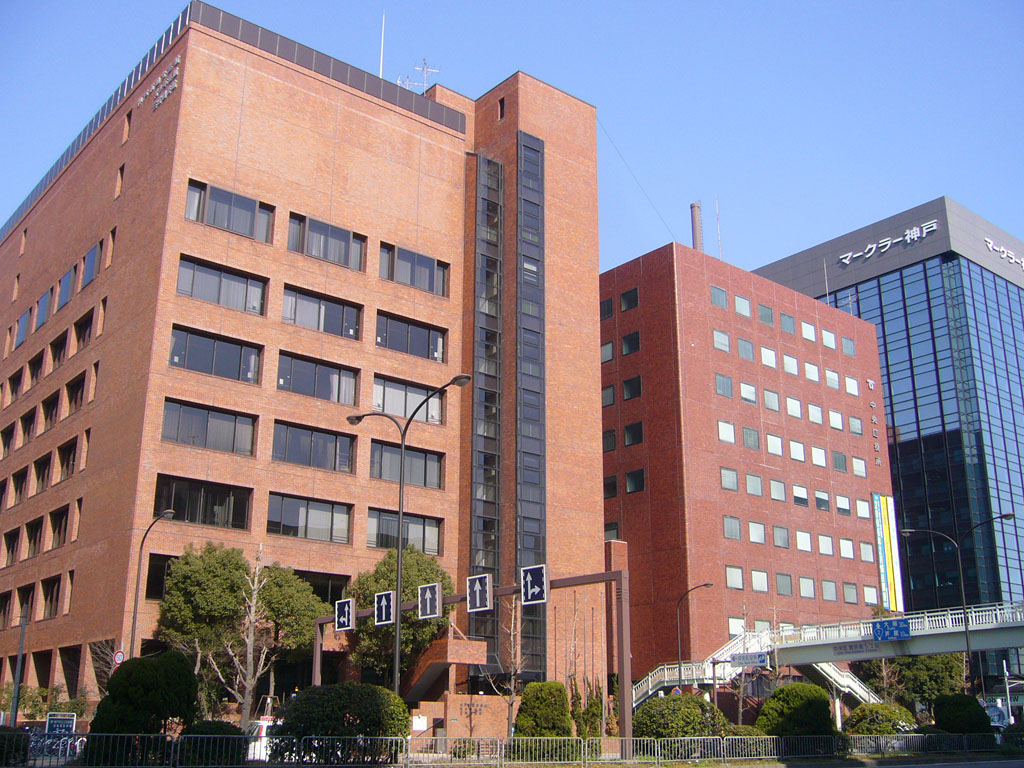
三宮図書館（左、神戸市勤労会館1階）
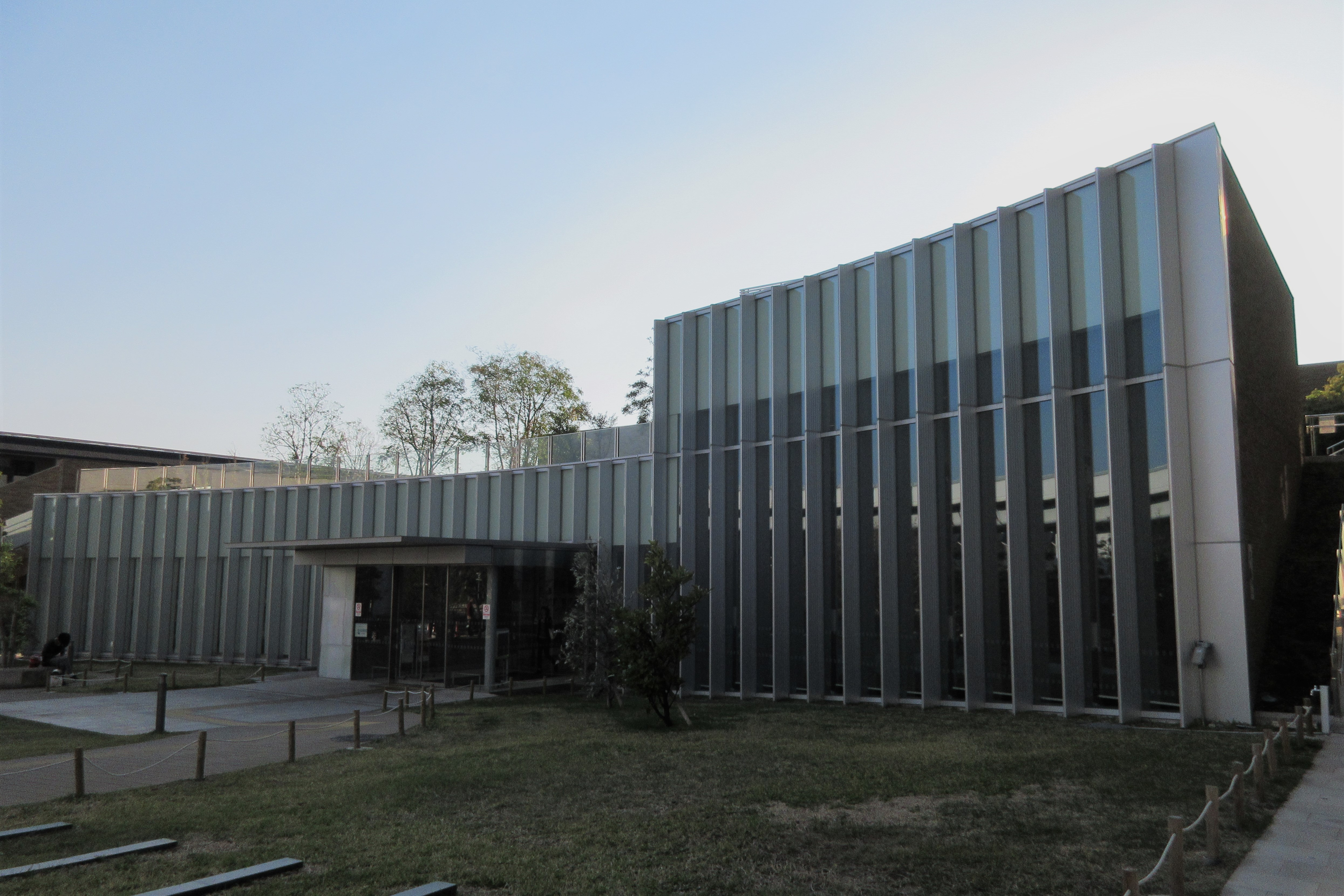
東灘図書館
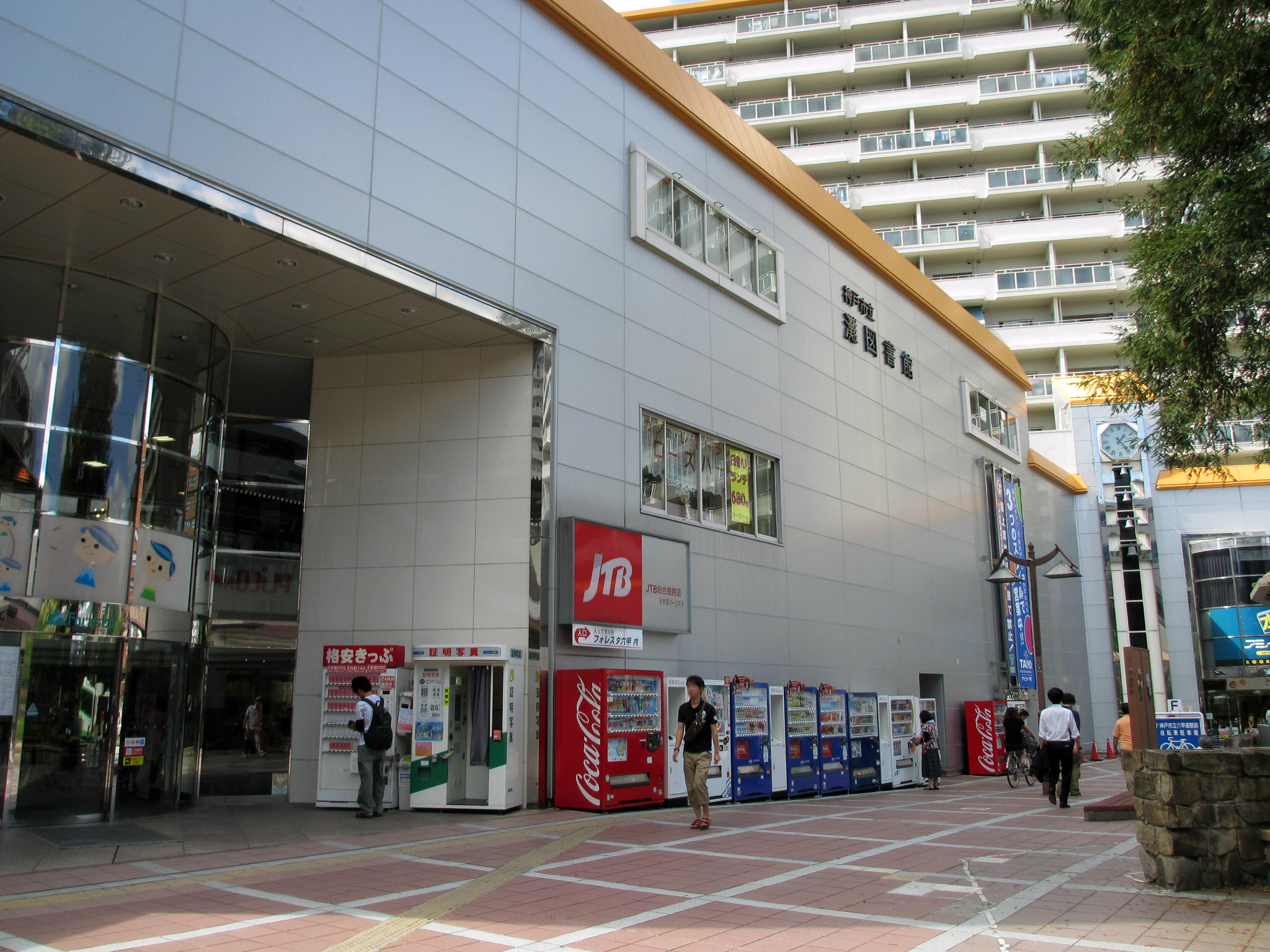
灘図書館（フォレスタ六甲2階）
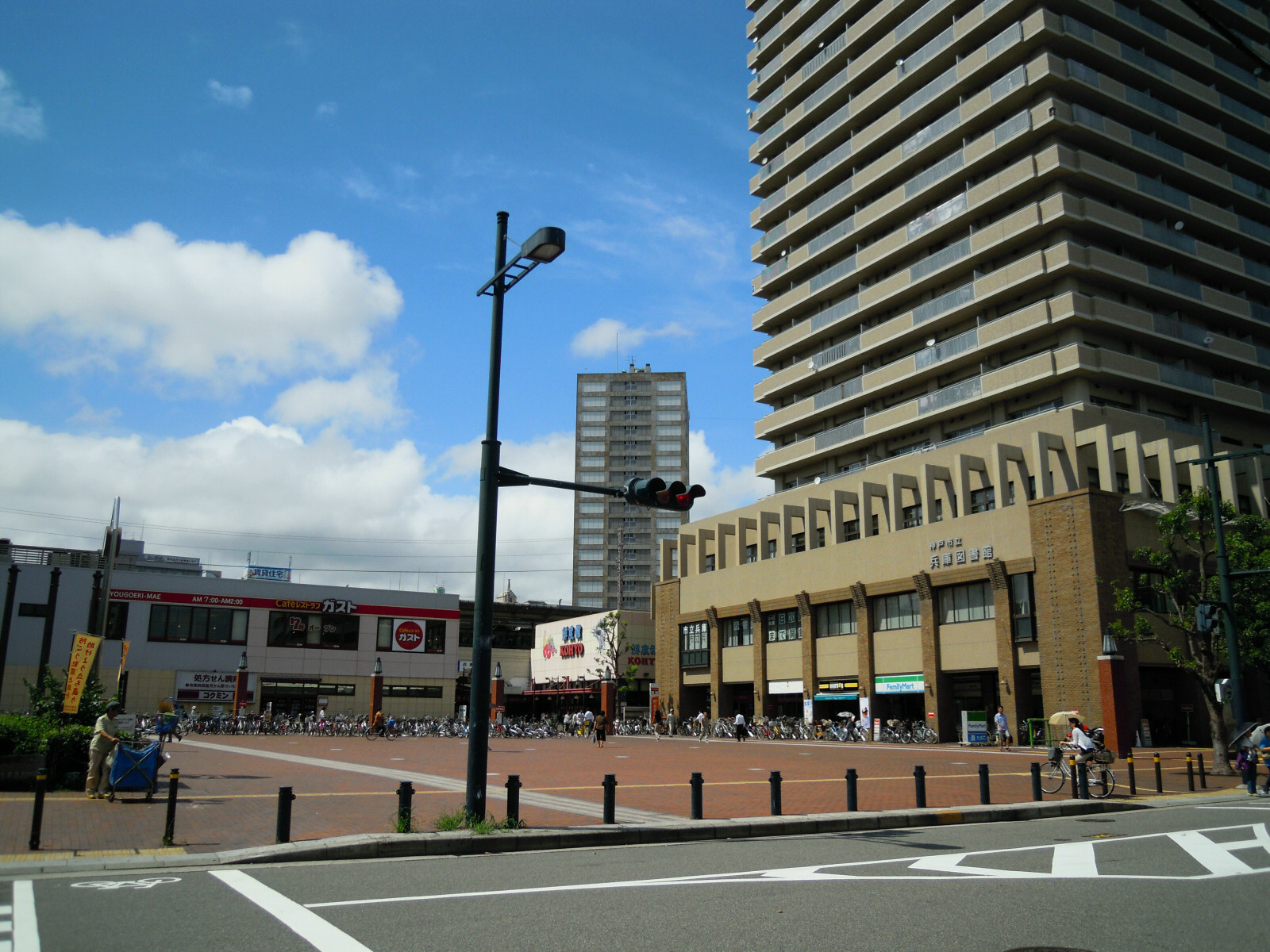
兵庫図書館（キャナルタウンイースト2階）
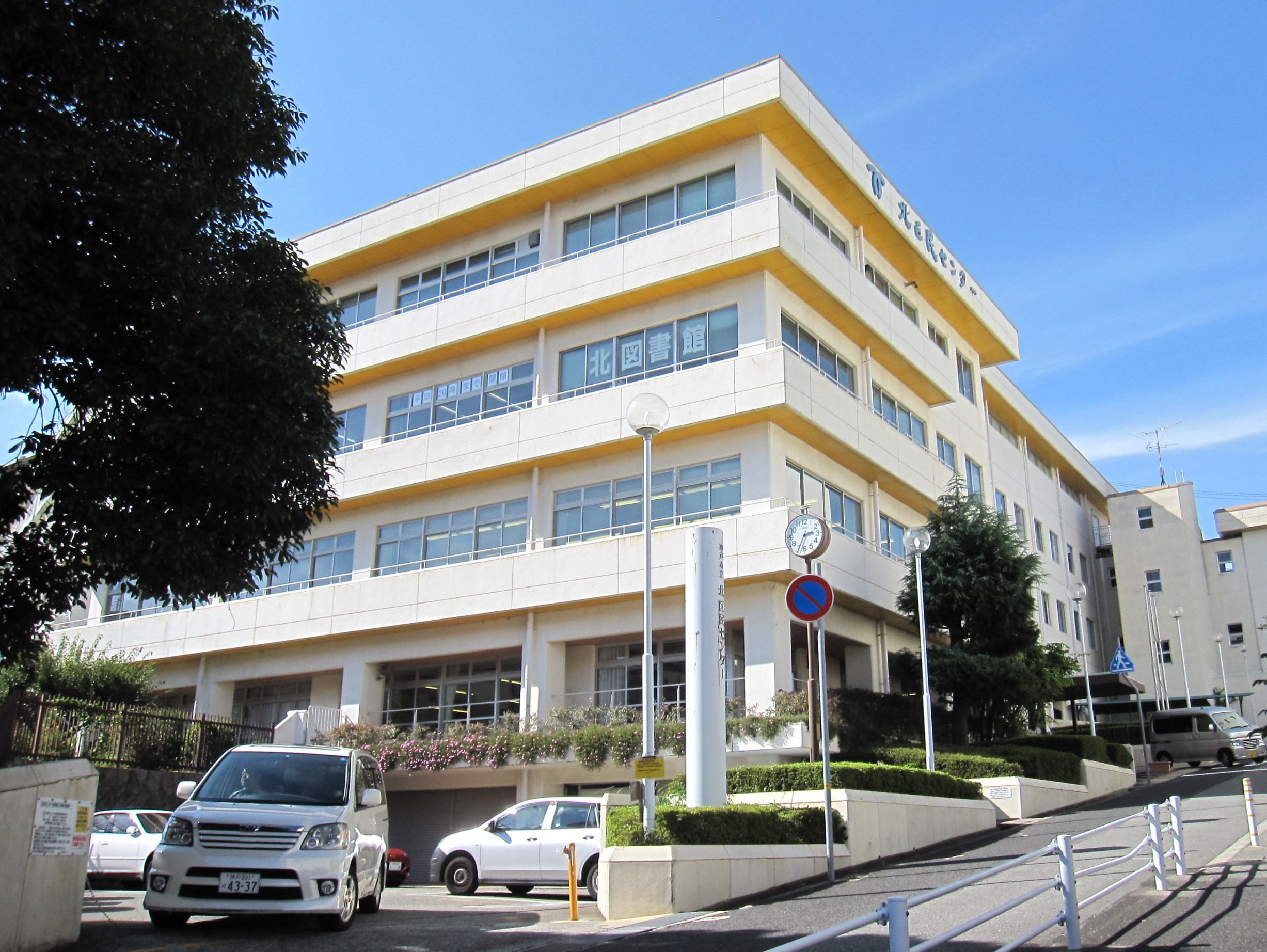
北図書館（北区民センター2・3階）
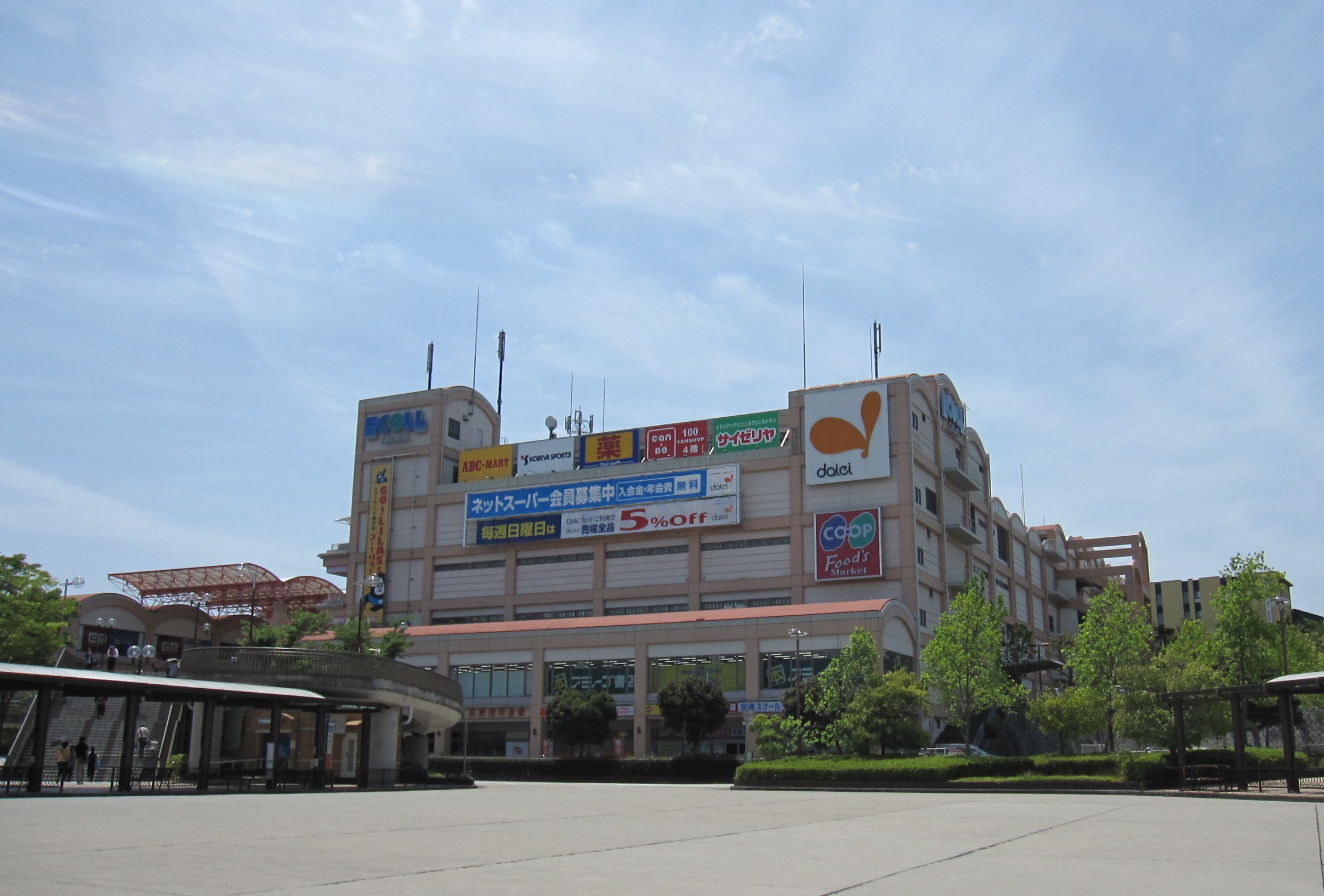
北神図書館（エコール・リラショッピングセンター南館4階）
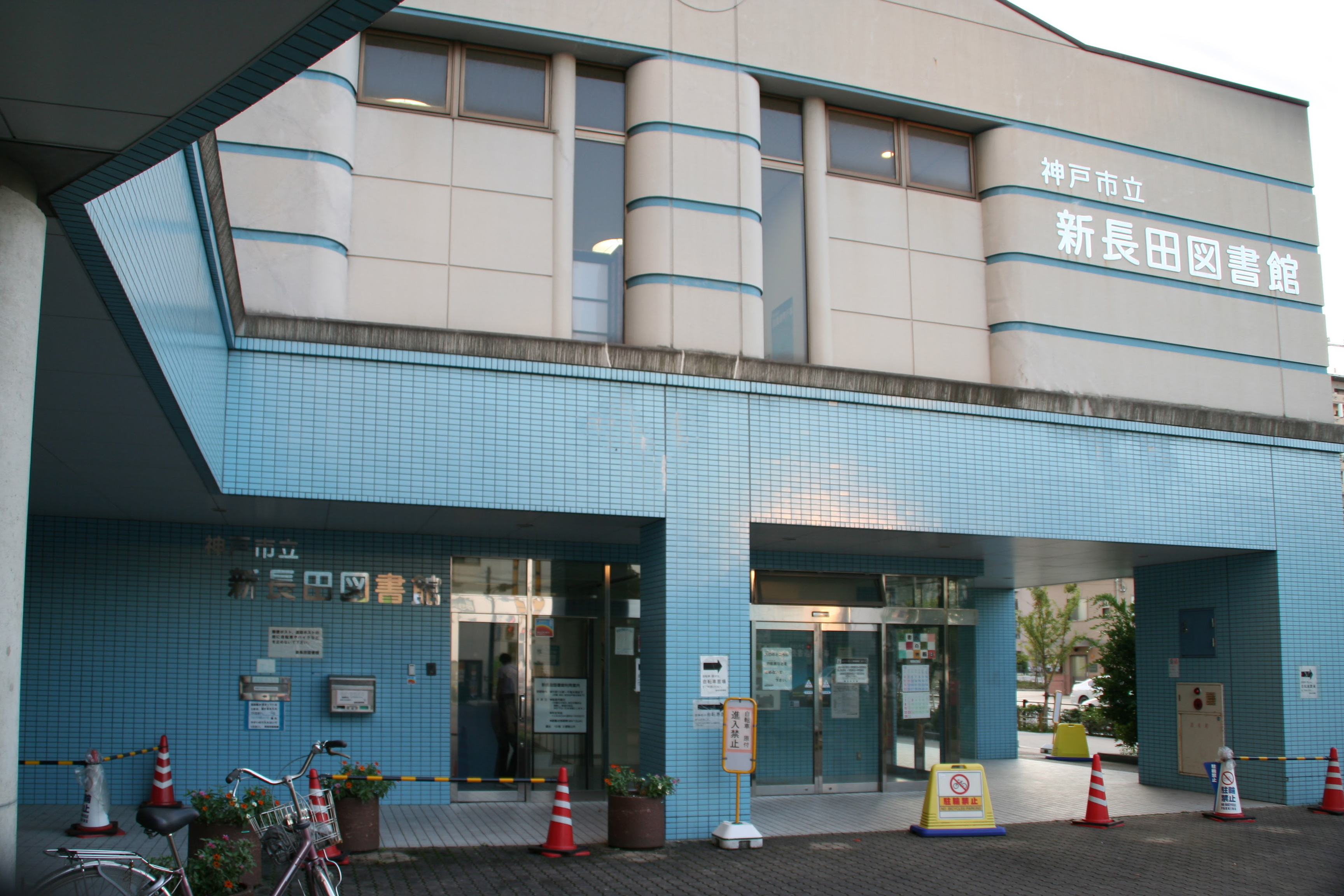
新長田図書館（市営細田住宅2階）
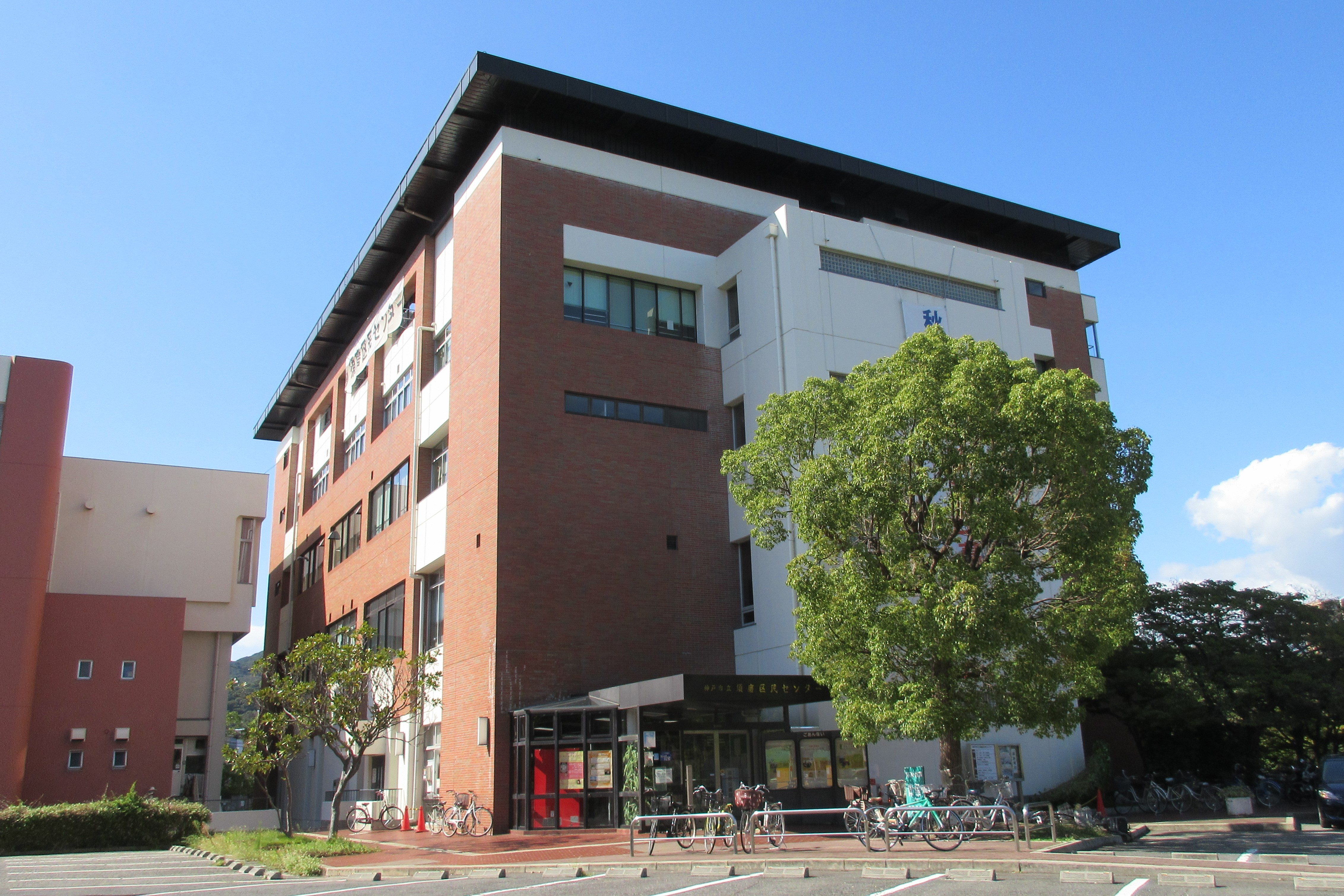
須磨図書館（須磨区民センター1階）
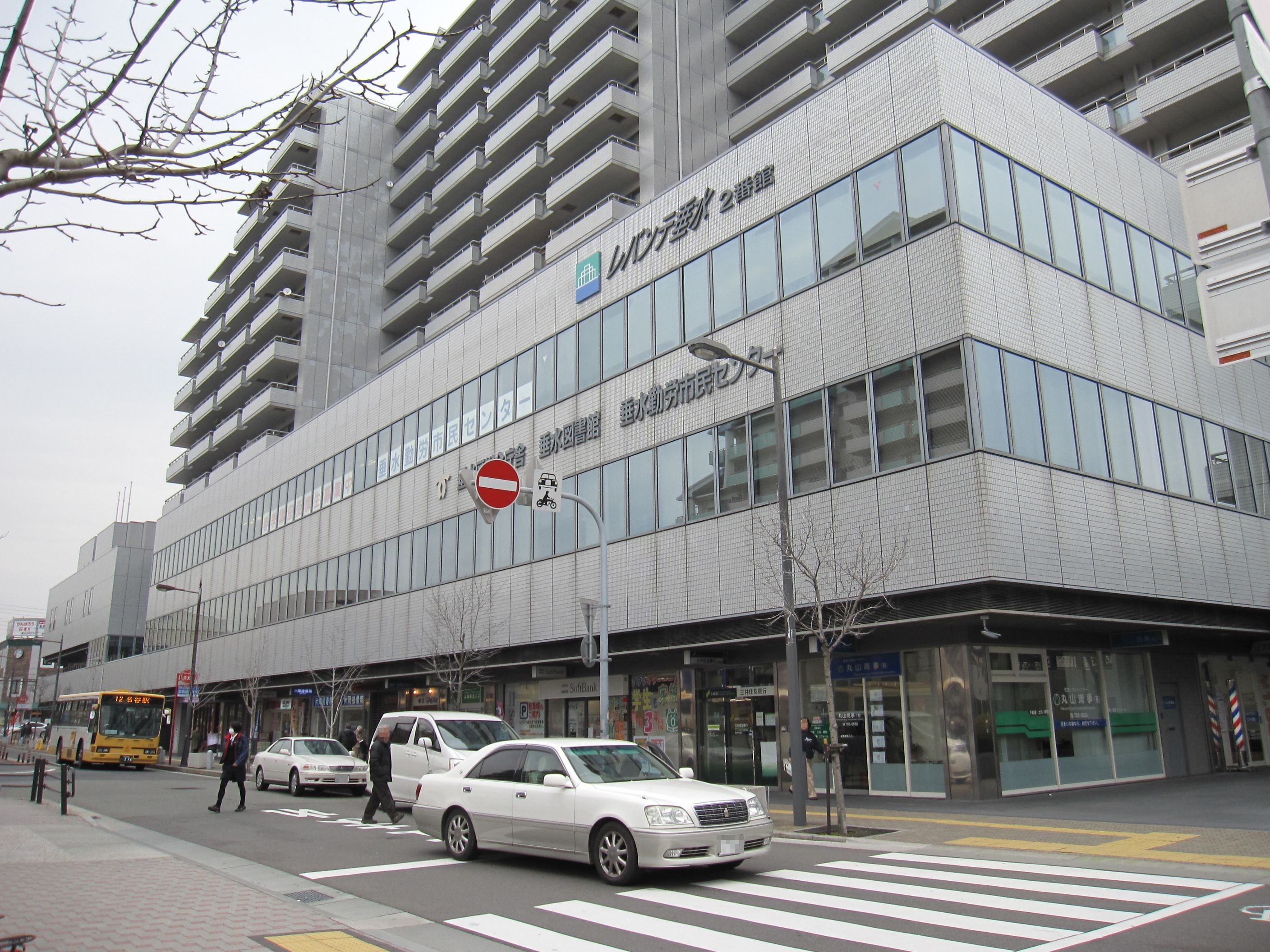
垂水図書館（レバンテ垂水2番館1階）
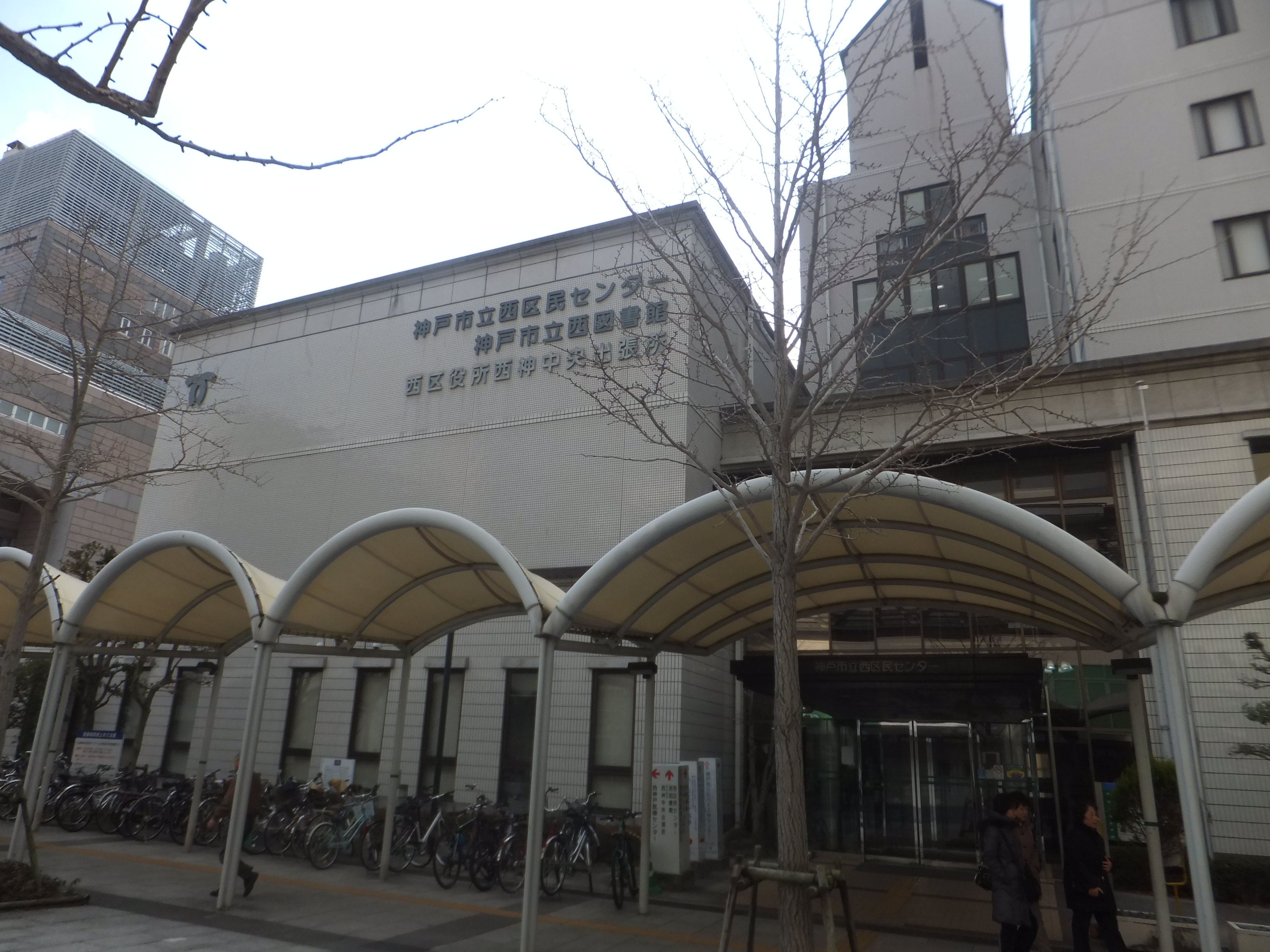
西図書館（西区民センター1階） ※2022年移転前

## 貸し出し
- 上限は1人につき10冊、返却期限は2週間。
- 返却は所蔵に限らず、市内のどの館でも可。また、時間外や休館日でも図書館の入口や公共施設に設置されている返却ポストへ返却することもできる。
- 利用券は初回発行後、10年ごとに更新が必要。

### 広域貸し出し
1989年（平成元年）12月1日より神戸市隣接市・町長懇話会で個別に締結された協定に基づき以下の市・町の居住者に対しても利用券を発行し、蔵書の貸し出しを行っている。ただし、対象となる市・町の側の公立図書館では神戸市の居住者を各市町立図書館の利用券発行対象としていない「片側利用」の場合や、神戸市の一部の行政区の居住者のみを発行の対象としている場合がある。
| 市・町 | 公立図書館                           | 利用条件 | 備考                               |
| ------ | ------------------------------------ | -------- | ---------------------------------- |
| 芦屋市 | 芦屋市立図書館（本館・2分室）        | 片側     | 神戸市居住者への利用券発行は未実施 |
| 西宮市 | 西宮市立図書館（4館・7分室）         | 相互     | 2020年4月1日に相互利用開始         |
| 宝塚市 | 宝塚市立図書館（2館・3分室）         | 片側     | 神戸市居住者への利用券発行は未実施 |
| 三田市 | 三田市立図書館（本館・1分館・1分室） | 一部相互 | 相互利用は北区のみ                 |
| 明石市 | 明石市立図書館（2館）                | 相互     |                                    |
| 三木市 | 三木市立図書館（3館・1分室）         | 相互     |                                    |
| 淡路市 | 淡路市立図書館（2館・3分室）         | 相互     | 2015年4月1日に相互利用開始         |
| 稲美町 | 稲美町立図書館                       | 相互     | 居住地による利用券発行制限なし     |